# Yahel Sherman
Yahel Sherman, född 12 maj 1976 i Ma'alot-Tarshiha, är en israelisk musikproducent och DJ som arbetar främst med trancemusik.